# Programme Discovery
Pour les articles homonymes, voir Discovery.
Le programme Discovery de la NASA regroupe une série de missions spatiales peu onéreuses (moins de 450 millions de dollars en 2015) et très ciblées, centrées sur l'exploration robotisée du Système solaire, à l'exception notable du télescope Kepler, dont l'objectif est l'identification d'exoplanètes. Chaque mission doit traiter une des questions définies dans le Rapport sur les orientations à donner au programme spatial d'exploration du système solaire, établi tous les dix ans.
Mis en place au début des années 1990, ce programme prévoit le lancement régulier et rapproché de missions en définissant les contraintes sur leur coût et le temps de développement et en confiant la responsabilité de chacune d'elles à un scientifique. En 2025, quatorze missions ont été lancées et deux sont en développement. Le rythme initialement prévu (une mission tous les deux ans) a fortement baissé au cours des années 2010, à la suite de difficultés financières rencontrées par la NASA. Seulement deux missions sont lancées au cours de la décennie 2010, de même que dans la décennie 2020, contre six dans les années 2000.
Le lancement de la douzième mission, InSight, a eu lieu en 2018. Début 2017, l'agence spatiale américaine sélectionne la sonde spatiale Lucy, qui devrait être lancée en 2021 et survoler six astéroïdes troyens, et Psyché, qui sera lancée en 2023 et se placera en orbite autour de l'astéroïde métallique (16) Psyché en 2030. En juin 2021 ce sont deux missions à destination de Vénus , l'orbiteur VERITAS et la sonde atmosphérique DAVINCI, qui sont choisies.

## Historique
Le programme Discovery est créé en 1992 par l'administrateur de la NASA, Daniel S. Goldin, pour permettre la réalisation de missions spatiales « plus fréquentes, moins chères, plus performantes ». Durant les deux décennies précédentes, la NASA avait développé plusieurs missions, comme Cassini-Huygens ou Galileo, très ambitieuses (nombre d'instruments embarqués, large éventail d'objectifs, masse) mais du coup, peu nombreuses, complexes à organiser, coûteuses et longues à implémenter et finalement parfois annulées avant d'avoir abouti.
Les missions Discovery, dont les coûts sont fixés à l'avance, sont proposées par des équipes issues des laboratoires gouvernementaux et des universités, du monde de l'industrie et supervisées par un Investigateur Principal. Un processus de sélection de propositions permet de choisir les missions sur lesquelles s'engage la NASA. Le coût des missions Discovery est plafonné à 450 millions de dollars (en 2015) sans les coûts de lancement. Le temps de préparation des missions, du début au lancement, ne doit pas excéder trente-six mois.
Les missions d'exploration du Système solaire d'un coût supérieur relèvent du programme New Frontiers. Certaines missions vers la planète Mars de la même classe de coût que Discovery sont regroupées dans le programme Mars Scout jusqu'à la disparition de ce programme en 2010.
Début 2020, quatorze missions ont été sélectionnées depuis le début du programme dont onze sont achevées, une est en cours et deux sont en phase de développement. Hormis CONTOUR, toutes les missions ayant volé ont parfaitement rempli leurs objectifs scientifiques tout en respectant la philosophie du programme. Par principe, le lancement d'un nouveau projet, contrairement à ce qui se passe pour les autres promis, n'est pas soumis à l'accord du Congrès américain. Seule l'enveloppe accordée au programme peut limiter le rythme de sélection comme on a pu le constater au début de la décennie 2010. Alors qu'il était prévu initialement de lancer une mission Discovery tous les deux ans, il se sera écoulé 5 ans entre le lancement de la 11e mission Gravity Recovery and Interior Laboratory (2011) et celui de InSight planifié en 2016. Début 2015, la NASA a prévu de ramener la cadence des lancements à 3 ans.

## Objectifs des missionsDiscovery
La seule contrainte concernant les objectifs des missions Discovery proposées est qu'ils doivent répondre à une des questions identifiées dans le Planetary Science Decadal Survey (en français : « étude décennale sur les sciences planétaires »). Ce rapport du Conseil National de la Recherche des États-Unis, réalisée tous les dix ans, fait un état des lieux de la recherche dans le domaine des sciences planétaires et définit les axes de recherche prioritaires. Ce document propose une stratégie dans le domaine de l'exploration spatiale du système solaire et de la recherche astronomique pour les 10 années suivantes. Il est rédigé par des groupes de travail réunissant les principaux spécialistes du domaine qui exploitent des documents de synthèse établis au préalable par les chercheurs du domaine. Le dernier rapport a été publié en mars 2011 et porte sur la décennie 2013-2022.

## Les missionsDiscovery

### Synthèse des missions
| N° | Désignation | Objectif(s)                                     | Date de lancement | Lanceur                   | Masse au lancement | Début des opérations scientifiques | Statut                            | Responsable scientifique      | Coût million US$ |
| -- | --- | ----------------------------------------------- | ----------------- | ------------------------- | ------------------ | ---------------------------------- | --------------------------------- | ----------------------------- | ---------------- |
| 1  | NEAR Shoemaker | (433) Éros, (253) Mathilde                      | 17 février 1996   | Delta II 7925-8           | 805 kg             | juin 1997                          | Fin de mission 2001               | Andrew Cheng (APL)            | 224 (2000)       |
| 1  | Near Earth Asteroid Rendezvous – Shoemaker (en l'honneur de Eugene Shoemaker) effectue un survol de l'astéroïde (253) Mathilde le 27 juin 1997. La sonde s'est mise en orbite autour de Éros, l'un des plus gros astéroïdes géocroiseurs, le 14 février 2000 et a mené une campagne d'étude d'environ un an. Celle-ci s'est achevée par l'atterrissage de la sonde sur le sol de l'astéroïde le 12 février 2001, pour lequel elle n'avait pas été conçue. La sonde a survécu et a pu transmettre des données scientifiques jusqu'au 28 février 2001. NEAR est la première sonde spatiale à avoir orbité autour d'un astéroïde et atterri à sa surface. |                                                 |                   |                           |                    |                                    |                                   |                               |                  |
| 2  | Mars Pathfinder | Mars (astromobile)                              | 4 décembre 1996   | Delta II 7925             | 890 kg             | 4 juillet 1997                     | Fin de mission 1998               | Joseph Boyce (JPL)            | 265 (1998)       |
| 2  | Lancé un mois après Mars Global Surveyor, Mars Pathfinder est avant tout un démonstrateur technologique à bas coût qui a permis de valider une nouvelle technique d'atterrissage en douceur sur la planète Mars en utilisant des coussins gonflables. C'est le premier engin à utiliser sur Mars un petit robot mobile (astromobile) de 10,5 kg, Sojourner. La mission Mars Pathfinder remplit complètement les objectifs limités qui lui ont été fixés et s'achève le 27 septembre 1997. |                                                 |                   |                           |                    |                                    |                                   |                               |                  |
| 3  | Lunar Prospector | Lune                                            | 7 janvier 1998    | Athena II [Star-3700S]    | 296 kg             | 16 janvier 1998                    | Fin de mission 1999               | Alan Binder (LRI)             | 63 (1998)        |
| 3  | Lunar Prospector a pour objectif l'étude des caractéristiques de la Lune depuis l'orbite. De petite taille (moins de 300 kilogrammes) elle emporte une suite de cinq instruments dont plusieurs spectromètres chargées de collecter de manière indirecte (analyse du rayonnement gamma, alpha et des neutrons) les données sur la composition de la surface. L'engin spatial est lancé en janvier 1998 par une fusée Athena II et sa mission dure 22 mois. Lunar Prospector a permis notamment de construire une carte détaillée de la distribution des éléments chimiques présents à la surface de la Lune. Elle a également confirmé la présence de quantités d'eau notables dans les zones des cratères plongées dans une ombre permanente situés au pôles lunaires,. |                                                 |                   |                           |                    |                                    |                                   |                               |                  |
| 4  | Stardust | 81P/Wild (collecte d'échantillon), 9P/Tempel    | 7 février 1999    | Delta II 7426-9.5         | 391 kg             | 2 novembre 2002                    | Fin de mission 2011               | Donald Brownlee (UW)          | 200 (2011)       |
| 4  | Stardust est un petit engin spatial de moins de 400 kg dont l'objectif est de collecter puis de ramener sur Terre des échantillons de la queue de la comète 81P/Wild ainsi que des poussières interstellaires. La sonde est lancée le 7 février 1999 par une fusée Delta II puis a recours à l'assistance gravitationnelle de la Terre pour rejoindre sa cible. Le 24 janvier 2004, Stardust traverse la queue de la comète en passant à moins de 236 km de son noyau et capture plusieurs milliers de particules dans un collecteur rempli d'aérogel. Ces échantillons reviennent sur Terre dans une capsule qui, après s'être détachée de la sonde, effectue une rentrée atmosphérique avant d'atterrir en douceur le 15 janvier 2006 dans le désert de l'Utah aux États-Unis. Stardust est la première mission à ramener un échantillon d'un corps céleste autre que la Lune |                                                 |                   |                           |                    |                                    |                                   |                               |                  |
| 5  | Genesis | Vent solaire (collecté au point de Lagrange L1) | 8 aout 2001       | Delta II 7326             | 494 kg             | 3 décembre 2001                    | Fin de mission 2004               | Donald Burnett (Caltech)      | 209M (2004)      |
| 5  | Genesis est une sonde spatiale dont l'objectif était de rapporter sur Terre des particules du vent solaire, flux d'ions et électrons énergétiques produit par le Soleil. Le but est d'analyser en laboratoire les ions pour déterminer la composition du Soleil en éléments chimiques et la proportion des différents isotopes. Genesis est la cinquième mission du programme Discovery qui rassemble des missions spatiales d'exploration scientifique du système solaire de faible coût. Genesis est lancée le 8 août 2001 par une fusée Delta II puis est placée en orbite autour du point de Lagrange L1 pour effectuer la collecte des particules solaires durant deux ans. À la fin de cette phase, Genesis se dirige vers la Terre. À la suite d'une erreur commise durant l'assemblage de la sonde spatiale, la capsule qui rapporte les échantillons de vent solaire ne déploie pas son parachute et s'écrase le 8 septembre 2004 à plus de 300 km/h dans la région désertique de l'Utah où elle devait être récupérée. Malgré les dégâts infligés aux collecteurs de particules et la contamination induite, une grande partie des échantillons de vent solaire s'avère exploitable après un long travail de nettoyage mettant en œuvre plusieurs techniques. Les objectifs qui consistaient à améliorer d'un facteur 3 à 10 notre connaissance des proportions des éléments présents dans le Soleil, sont considérés comme en voie d'être atteints par les scientifiques. |                                                 |                   |                           |                    |                                    |                                   |                               |                  |
| 6  | CONTOUR | 2P/Encke, 73P/Schwassmann-Wachmann              | 3 juillet 2002    | Delta II 7425 [Star-30BP] | 398 kg             | —                                  | Désintégration après le lancement | Joseph Veverka (Cornell)      | 154 (1997)       |
| 6  | COmet Nucleus TOUR était une sonde spatiale dont l'objectif principal était de survoler et d'étudier les noyaux des comètes 2P/Encke et 73P/Schwassmann-Wachmann. La sonde devait prendre des images du noyau avec une résolution de 4 mètres, effectuer une analyse spectrale du noyau avec une résolution de 100 à 200 mètres et récolter des données détaillées sur la composition des gaz et des poussières proches du noyau. Peu après la mise à feu du propulseur à propergol solide qui devait injecter la sonde sur une orbite autour du Soleil, le contact avec la sonde fut perdu. Celle-ci a sans doute été détruite par une explosion. |                                                 |                   |                           |                    |                                    |                                   |                               |                  |
| 7  | MESSENGER | Mercure                                         | 3 aout 2004       | Delta II 7925H-9.5        | 1 108 kg           | aout 2005                          | Fin de mission 2015               | Sean Solomon (APL)            | 450 (2015)       |
| 7  | MErcury Surface, Space ENvironment, GEochemistry and Ranging est la première mission spatiale placée en orbite autour de la planète Mercure. La sonde spatiale, lancée en 2004, se place en orbite autour de la planète le 18 mars 2011. L’objectif de la mission est d’effectuer une cartographie complète de la planète, d’étudier la composition chimique de sa surface et de son exosphère, son histoire géologique, sa magnétosphère, la taille et les caractéristiques de son noyau, ainsi que l’origine de son champ magnétique. La sonde, dont la masse, ergols compris, est de 1,1 tonne, emporte sept instruments scientifiques, dont plusieurs spectromètres, un altimètre laser, un magnétomètre et des caméras. Les spécifications techniques de la sonde et l’orbite retenue pour la partie scientifique de la mission sont largement dictées par les températures, qui peuvent atteindre 350 °C. La sonde doit effectuer ses relevés depuis une orbite polaire fortement elliptique, de 200 km × 15 000 km. Les instruments de la sonde spatiale ont fourni un grand nombre d'informations scientifiques : la couverture photographique de la planète, désormais complète, a révélé des formations qui n'ont jusqu'à présent pas trouvé d'explications ; plusieurs découvertes inattendues sur la composition du sol de Mercure ont été effectuées, tandis que le champ magnétique mesuré a confirmé la présence d'un noyau partiellement liquide. De la glace d'eau a été détectée dans les régions polaires, plongées en permanence dans l'ombre. La mission plusieurs fois prolongée s'achève en avril 2015 après l'épuisement des ergols,                                                                               |                                                 |                   |                           |                    |                                    |                                   |                               |                  |
| 8  | Deep Impact | Tempel 1 (impacteur), 103P/Hartley              | 12 janvier 2005   | Delta II 7925             | 650 kg             | 25 avril 2005                      | Fin de mission en 2013            | Michael A'Hearn (UMD)         | 330 (2005)       |
| 8  | Deep Impact est une mission dont l'objectif principal est le recueil de données sur la composition interne de la comète Tempel 1. À l'époque de ce projet, les principales théories en vigueur postulent que les comètes sont constituées du matériau primordial à l'origine du Système solaire ce qui rend leur étude particulièrement importante pour la modélisation de sa formation. La sonde spatiale, lancée début 2005, arrive à proximité de la comète le 4 juillet 2005 et largue un impacteur de près de 400 kg qui, en frappant sa surface à grande vitesse, crée un cratère d'impact d'environ 30 mètres de diamètre. Les matériaux éjectés en provenance de couches situées sous la surface sont alors analysées par les instruments de la sonde spatiale. La sonde remplit parfaitement ses objectifs en fournissant des données précises et parfois inattendues sur la structure interne de la comète. Après le survol de Tempel, un nouvel objectif est fixé à la sonde spatiale dans le cadre de la mission rebaptisée EPOXI. Deep Impact, après avoir utilisé l'assistance gravitationnelle de la Terre fin 2007 pour modifier sa trajectoire, survole la comète Hartley 2 à environ 700 km le 4 novembre 2010 et parvient à effectuer des photographies montrant des jets de dégazage. Par la suite, Deep Impact effectue des campagnes d'observation à grande distance des comètes. Le contact avec la sonde spatiale est perdue en aout 2013. |                                                 |                   |                           |                    |                                    |                                   |                               |                  |
| 9  | Dawn | (4) Vesta et (1) Cérès                          | 27 septembre 2007 | Delta II 7925H            | 1 218 kg           | 3 mai 2011                         | Fin de mission en 2018            | Christopher T. Russell (UCLA) | 472 (2015)       |
| 9  | Dawn a étudié successivement Vesta et Cérès, les deux principaux corps de la ceinture d'astéroïdes. Lancée en 2007, Dawn a entamé ses observations en 2011, en se plaçant en orbite autour de Vesta durant un an, puis après un transit de 3 ans, elle s'est placé en orbite autour de Cérès qu'elle a étudié de 2015 à 2018. Vesta et Cérès sont des protoplanètes, dont les caractéristiques n'ont pratiquement pas été modifiées depuis leur formation, il y a 4,6 milliards d'années, et qui constituent des témoins de la genèse du Système solaire. La sonde doit, à l'aide de ses trois instruments scientifiques, photographier et cartographier les deux corps, analyser leurs champs de gravité et effectuer des mesures spectrales de l'abondance et de la distribution des roches de surface, ainsi que des éléments chimiques significatifs. Les données recueillies permettront d'affiner les théories relatives au processus de formation des planètes du Système solaire. Malgré sa taille modeste (1 300 kilogrammes et tout en ne disposant que de 425 kilogrammes d'ergols) ses moteurs ioniques lui ont permis d'accélérer de plus de 10 km/s sur l'ensemble de la mission. En établissant un nouveau record dans ce domaine, la sonde a démontré le potentiel de ce type de propulsion pour les missions interplanétaires. Les moteurs ioniques fournissent une poussée très faible, mais leur rendement est dix fois supérieur à celui d'une propulsion conventionnelle. Grâce à ces caractéristiques, la sonde spatiale s'est placée en orbite successivement autour de deux corps célestes, pour la première fois depuis le début de l'ère spatiale,.                                                              |                                                 |                   |                           |                    |                                    |                                   |                               |                  |
| 10 | Kepler | Détection d'exoplanètes                         | 7 mars 2009       | Delta II 7925-10L         | 1 052 kg           | 12 mai 2009                        | Fin de mission en 2018            | William Borucki (NASA Ames)   | 640 (2009)       |
| 10 | Kepler est un télescope spatial consacré à la effectuer un recensement des exoplanètes détectables situées dans une région de la Voie lactée de 115 degrés carrés en observant sur une période de plus de 3 ans l'intensité lumineuse de 145 000 étoiles pré-sélectionnées. Kepler est conçu pour que la sensibilité de son détecteur lui permette d'identifier des planètes de type terrestre et puisse ainsi recenser les planètes semblables à la nôtre gravitant autour d'étoiles similaires au Soleil. Kepler utilise la méthode des transits qui détecte la présence d'une planète en mesurant la variation de luminosité de l'étoile hôte lorsque la planète s'interpose entre celle-ci et la Terre. La mission primaire d'une durée de 3,5 ans a été prolongée par la mission K2 (Kepler 2) jusqu'en 2019. À l'achèvement de sa mission en octobre 2018 Kepler avait détecté 2 662 planètes (confirmées par d'autres observations), soit plus de la moitié des exoplanètes découvertes à cette date. Ses observations ont révolutionné le domaine,. La mission a notamment démontré la grande variété des systèmes solaires, découvert de nombreux systèmes multi-planétaires. Elle a permis d'esquisser une statistique de la distribution des planètes par taille et orbite souffrant toutefois d'un biais observationnel affectant à la fois les très petites planètes et les planètes à longue période orbitale. Kepler a confirmé que la majorité des étoiles disposait sans doute d'au moins une planète, mis en évidence la prépondérance des planètes d'une taille comprise entre celle de la Terre et celle de Neptune (super-Terre) et découvert des planètes telluriques aux dimensions proches de celles de la Terre,. |                                                 |                   |                           |                    |                                    |                                   |                               |                  |
| 11 | GRAIL | Lune                                            | 10 septembre 2011 | Delta II 7920H-10C        | 307 kg             | 7 mars 2012                        | Fin de mission en 2012            | Maria Zuber (MIT)             | 496 (2011)       |
| 11 | Gravity Recovery and Interior Laboratory cartographie avec une grande précision le champ gravitationnel et la structure interne de la Lune. Les deux sondes GRAIL ont été lancées le 10 septembre 2011 et se sont insérées en orbite lunaire le 31 décembre 2011 et le 1er janvier 2012. La mission s'est achevée le 17 décembre 2012 avec l'écrasement volontaire des deux sondes sur le sol lunaire |                                                 |                   |                           |                    |                                    |                                   |                               |                  |
| 12 | InSight | Mars (atterrisseur)                             | 5 mai 2018        | Atlas V 401               | 694 kg             | Novembre 2018                      | Fin de mission en 2022            | W. Bruce Banerdt (JPL)        | 830 (2016)       |
| 12 | INterior Exploration using Seismic Investigations, Geodesy and Heat Transport est la première mission consacrée à l'étude de la structure interne de la planète Mars. L'objectif scientifique principal de la mission est de disposer d'une meilleure connaissance de la structure interne de la planète, dont les caractéristiques sont mal connues, dans le but de reconstituer l'histoire de Mars. Les données collectées permettront également d'améliorer les modèles de formation et d'évolution des planètes rocheuses du système solaire. Cet atterrisseur réutilise la technologie mise au point Phoenix. La charge utile est fournie par des partenaires européens. L'instrument principal, le sismomètre SEIS est conçu par l'Institut de physique du globe de Paris et fourni sous maitrise d’œuvre de l'agence spatiale française (CNES), tandis que HP3 est développé par l'Allemagne. Lancé en 2018, InSight se pose à la surface de Mars le 26 novembre 2018 dans une région de plaine baptisée Elysium Planitia située près de l'équateur de cette planète. La phase d'étude scientifique doit durer deux années terrestres. Le sismomètre SEIS entre en service début février 2019 et détecte peu après une première secousse sismique,. Le choix d'une instrumentation exclusivement étrangère, qui permet de réduire le budget du projet car leur coût n'est pas compté dans l'enveloppe budgétaire prise en charge par la NASA, soulève un tollé dans la communauté scientifique américaine. En réponse à cette réaction la NASA introduit en 2014 une nouvelle règle dans la sélection des missions du programme Discovery. Celle-ci impose qu'au moins les deux tiers des instruments embarqués soient américains.  |                                                 |                   |                           |                    |                                    |                                   |                               |                  |
| 13 | Lucy | Astéroïdes troyens de Jupiter                   | 16 octobre 2021   | Atlas V 401               | 1 550 kg           | 2025                               | Mission en cours                  | Harold F. Levison (SwRI)      | 450 + lancement  |
| 13 | Lucy est une sonde spatiale, dont le but est d'étudier in situ six astéroïdes troyens de Jupiter, qui circulent sur l'orbite de Jupiter et sont positionnés aux points de Lagrange L4 ou L5 de la planète situés en avant et en arrière de celle-ci. Lucy est le premier engin spatial à s'approcher de ces astéroïdes aux caractéristiques hétérogènes et qui, selon le modèle de Nice, sont des « fossiles » composés des matériaux primitifs qui se sont agrégés au début de l'histoire du Système solaire pour former les planètes et autres corps célestes. La mission est sélectionnée le 4 janvier 2017 et lancée le 21 octobre 2021. Après une longue phase d'approche comprenant deux assistances gravitationnelles de la Terre, la sonde spatiale doit successivement étudier les deux groupes d'astéroïdes troyens entre 2027 à 2033. La sonde spatiale doit arriver au point de Lagrange L4 de Jupiter en 2027 et survoler (3548) Eurybate (et son satellite), (15094) Polymèle, (11351) Leucos et (21900) Oros. Après un survol de la Terre Lucy doit arriver au point de Lagrange L5 pour survoler l'astéroïde binaire (617) Patrocle−Ménétios en 2033. Il doit également survoler l'astéroïde de la ceinture d'astéroïdes principale (52246) Donaldjohanson en 2025. |                                                 |                   |                           |                    |                                    |                                   |                               |                  |
| 14 | Psyche | (16) Psyché                                     | 13 octobre 2023   | Falcon Heavy              | 2 870 kg           | août 2029                          | Mission en cours                  | Lindy Elkins-Tanton (ASU)     | 450 + lancement  |
| 14 | Psyche doit étudier l'astéroïde métallique (16) Psyché qui est sans doute le noyau ferreux d'une ancienne protoplanète, vestige d'une violente collision avec un autre objet qui aurait arraché ses couches externes. L'objectif de cette sonde spatiale est de collecter des données sur le processus de la formation des noyaux planétaires. La sonde spatiale a été lancée le 13 octobre 2023 et se placera en orbite autour de Psyché en 2029,. |                                                 |                   |                           |                    |                                    |                                   |                               |                  |

### Les missions d'opportunité
Les « missions d'opportunité » du programme Discovery désignent des projets impliquant une participation financière limitée par le programme Discovery à un projet externe : fourniture d'un instrument scientifique, extension d'une mission existante pour remplir un objectif secondaire :
- ASPERA-3 est un instrument embarqué sur la sonde Mars Express (mission en cours en 2016) qui doit étudier l'interaction entre le vent solaire et l'atmosphère de la planète Mars ;
- Moon Mineralogy Mapper (M3) est un instrument embarqué sur la sonde lunaire indienne Chandrayaan-1 (mission achevée en 2009). L'instrument étudie la composition minéralogique de la Lune[Nasa 26] ;
- EPOXI est une mission secondaire de la sonde spatiale de la NASA Deep Impact consistant à effectuer un survol de la comète 103P/Hartley. Le survol a été effectué en novembre 2010 ;
- Stardust-NExT (pour en anglais : New Exploration of Tempel 1) est une mission secondaire de la sonde spatiale Stardust consistant à survoler la comète Tempel 1 à une distance d'environ 200 kilomètres le 14 février 2011, lui permettant ainsi d'effectuer une comparaison avec les données collectées par la sonde Deep Impact sur la même comète. La mission s'est achevée en mars 2011 ;
- Strofio est un spectromètre de masse embarqué à bord de la sonde BepiColombo de l'Agence spatiale européenne (lancement 2016) qui doit analyser l'atmosphère de la planète Mercure.
- MEGANE (en anglais : Mars-moon Exploration with GAmma rays and NEutrons) est un instrument embarqué à bord de la mission Martian Moons Exploration (MMX) de l'agence spatiale japonaise JAXA dont l'objectif est d'étudier Phobos et Deimos, les lunes de Mars. Son lancement doit intervenir en 2024. MEGANE comprend un spectromètre à rayons gamma et un spectromètre à neutrons[Nasa 27],[21].
- À la suite de la disparition du programme Lunar Precursor Robotic, l'orbiteur lunaire Lunar Reconnaissance Orbiter est prise en charge par le programme Discovery.

## Déroulement des sélections

### 13eet14emissions(sélection de 2017)
Deux missions sont en cours de développement : Lucy et Psyché.

#### Déroulement de la sélection
L'appel à propositions de la treizième mission est lancé par la NASA en février 2014. La sélection en cours doit être également utilisée pour choisir la 14e mission Discovery comme cela se produisait au lancement du programme Discovery lorsque le contexte budgétaire général était plus favorable. Pour cette mission, plusieurs conditions financières ont été précisées par la NASA,,:
- un tiers du coût de la mission peut être pris en charge par un partenaire international sans être inclus dans le plafond ;
- la NASA apportera un bonus de 30 millions de dollars aux propositions qui retiendront le système de communications optique laser testé par la sonde lunaire LADEE.

La sélection se fait en trois étapes :
- lors du premier tour, chaque proposition est notée d'une part sur la qualité de son programme scientifique, d'autre part sur sa faisabilité technique. Les projets les mieux notés selon ces deux critères sont sélectionnés pour le second tour ;
- Les finalistes (généralement 2 à 3 projets) reçoivent des fonds de la NASA pour réaliser une première phase de conception (phase A) d'environ un an à l'issue de laquelle la NASA sélectionne le projet retenu[25].

Le processus de sélection débute en février 2014. Les résultats de la première phase de la sélection sont annoncés en septembre 2015. Cinq missions sont présélectionnées : trois missions à destination d'astéroïdes (Psyché, NEOCam et Lucy) et deux missions à destination de Vénus (VERITAS et DAVINCI). La NASA sélectionne en janvier 2017, deux missions spatiales toutes deux à destination des astéroïdes : Lucy qui doit être lancée en 2021 et Psyché lancée en 2023.

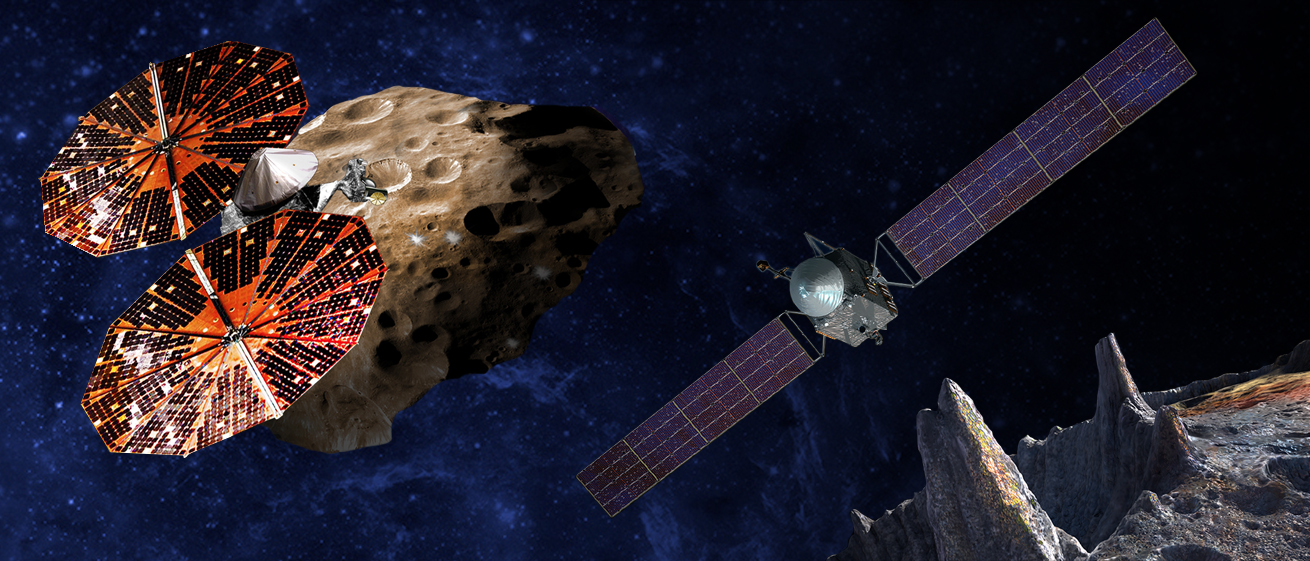
Les 13e et 14e missions - Lucy et Psyche - sont sélectionnées début 2017.

#### Missions proposées
La NASA a reçu 28 propositions de missions, :
Étude de la Lune
- NanoSWARM est un ensemble constitué de plusieurs nano satellites au format CubeSat qui doivent étudier le magnétisme lunaire, la physique des magnétosphères à petite échelle et l'érosion spatiale[29].
- MARE (en anglais : Moon Age and Regolith Explorer) est un atterrisseur emportant un instrument capable de donner l'âge du régolithe sans avoir ramené d'échantillon sur Terre[30].

Étude des satellites de Mars Deimos ou Phobos
- PANDORA (en anglais : Phobos ANd Deimos ORigin Assessment) est un orbiteur équipé d'une propulsion électrique. Cette mission est proposée par le centre JPL de la NASA avec l'industriel Boeing[31].
- PADME (en anglais : Phobos And Deimos Mars Explorer) a recours à un engin spatial similaire à la sonde lunaire LADEE. Moins coûteux que Pandora, il emporte moins d'instruments scientifiques. C'est une proposition du centre de recherche Ames de la NASA[32],
- MERLIN (en anglais : Mars-Moons Exploration, Reconnaissance and Landed Investigation) est proposé par l'Applied Physics Laboratory de l'Université Johns-Hopkins. Il s'agit d'un atterrisseur qui doit se poser sur Phobos.

Étude de Vénus
- VASE (en anglais : Venus Atmosphere and Surface Explorer) doit larguer des ballons dans l'atmosphère de la planète ainsi qu'un impacteur qui prendra des images du sol durant sa descente.
- RAVEN (en anglais : Radar At VENus) est un orbiteur qui sera utilisé pour établir une carte à haute résolution de la surface. Cette mission est proposée par l'Université d'Alaska.
- VERITAS (en anglais : Venus Emissivity, Radio Science, InSAR Topography and Spectroscopy) est également une mission de cartographie radar proposée par le centre JPL.
- DAVINCI (en anglais : Deep Atmosphere Venus Investigation of Noble gases, Chemistry, and Imaging) est une sonde atmosphérique qui doit analyser la composition de l'atmosphère de Vénus durant sa descente vers le sol d'une durée de 63 minutes. Parmi les principaux objectifs figurent l'existence de volcans actifs et les interactions entre l'atmosphère et le sol de la planète.

Étude des planètes externes
- IVO (en anglais : Io Volcano Observer) doit survoler à plusieurs reprises la lune de Jupiter Io. Utilise des panneaux solaires. Proposé pour la sélection précédente avec un RTG[33].
- Enceladus Life Finder doit survoler la lune de Saturne Encélade pour détecter des indices de vie dans les panaches de gaz libérés. Utilise des panneaux solaires de 43 mètres d'envergure[34].

Télescopes spatiaux pour l'étude du système solaire
- Whipple utiliserait une nouvelle technologie pour détecter des objets situés au-delà de l'orbite de Pluton. Candidat recalé de 2011.
- NEOCam est une mission du centre JPL utilisant un nouveau capteur pour télescope destiné à détecter les géocroiseurs trop petits ou pas assez lumineux pour être observés par des télescopes terrestres. Candidate recalé en 2006 et 2011[35].
- Kuiper doit être utilisé pour étudier les planètes externes et les objets de la ceinture de Kuiper[36].

Étude d'astéroïdes
Quatre missions ont pour objectif de se placer en orbite autour d'un astéroïde pour l'étudier.
- Psyché est un engin spatial qui doit se placer en orbite autour du gros astéroïde (16) Psyché (environ 200 km de diamètre) qui présente la particularité d'être composé à 90 % de métal. Celui-ci est peut-être le débris du cœur d'une protoplanète.
- DARe (en anglais : Dark Asteroid Rendezvous) est un engin propulsé par moteur ionique qui doit lui permettre d'étudier jusqu'à neuf astéroïdes.
- BASiX (en anglais : Binary Asteroid in-situ Explorer) étudiera la structure de l'astéroïde (175706) 1996 FG3, présentant la particularité d'avoir un satellite de 500 mètres de diamètre. La mission emporte une caméra, un imageur infrarouge et doit déposer des géophones à la surface qui enregistreront les ondes sismiques déclenchées par de petites explosions.
- AJAX (en anglais : Advanced Jovian Asteroid Explorer) doit se placer en orbite autour d'un satellite troyen de type D de 32 km de diamètre et cartographier sa surface. Il embarque un engin mobile qui, une fois déposé à sa surface, doit analyser la composition de celle-ci.

Étude systématique des astéroïdes
- Lucy est une mission d'étude des astéroïdes troyens. Elle embarque des instruments de New Horizons (caméra LORRI et Ralph), un spectromètre imageur et le système de prélèvement d'échantillons d'OSIRIS-REX. L'objectif est d'étudier la composition des différentes catégories de troyens précédant et suivant Jupiter et de ramener des échantillons du sol de chacun d'entre eux sur Terre.
- MANTIS (en anglais : Main-belt Asteroid and NEO Tour with Imaging and Spectroscopy) doit survoler neuf astéroïdes de la ceinture d'astéroïdes dont deux binaires en utilisant une caméra avec téléobjectif, un spectromètre, un imageur multispectral infrarouge et un analyseur de poussière.

Étude de comètes
Les quatre missions à destination de comète se proposent de se mettre en orbite autour de celle-ci et de l'étudier en utilisant 3 à 5 instruments :
- CORE (en anglais : COmet Radar Explorer) a pour objectif d'étudier la structure interne de la comète 10P/Tempel avec un radar et de cartographier la surface de celle-ci. Il emporte également une copie de la caméra de Dawn et un imageur infrarouge. Son principal objectif est d'étudier la structure de la comète ;
- CHagall est une mission destinée à étudier la structure de la comète Hartley 2 (déjà survolée dans le cadre de la mission EPOXI) ainsi que sa surface à l'aide d'une caméra et d'un spectromètre infrarouge tandis qu'un spectromètre de masse doit étudier la composition atomique et isotopique des gaz rejetés. La sonde spatiale doit faire exploser des charges à la surface de la comète pour étudier le sol sous la surface ;
- PriME (en anglais : Primitive Material Explorer) doit étudier la même comète avec les mêmes instruments mais la charge explosive est remplacée par un spectromètre à ion et électron ;
- Proteus doit se placer en orbite autour de la comète 238P/Read qui fait 400 mètres de diamètre et est située dans la ceinture d'astéroïdes. La sonde spatiale qui doit étudier la structure et la composition de la comète emporte seulement deux instruments : une copie de la caméra de Dawn et le spectromètre de masse MASPEX.

Étude de Mars
- Mars Icebreaker Life est un atterrisseur martien proposé par le centre Ames destiné à poursuivre l'étude menée par la sonde spatiale Phoenix sur les glaces des pôles en des échantillons de sol prélevés à plus grande profondeur.

### 15eet16emissions(sélection en 2021)

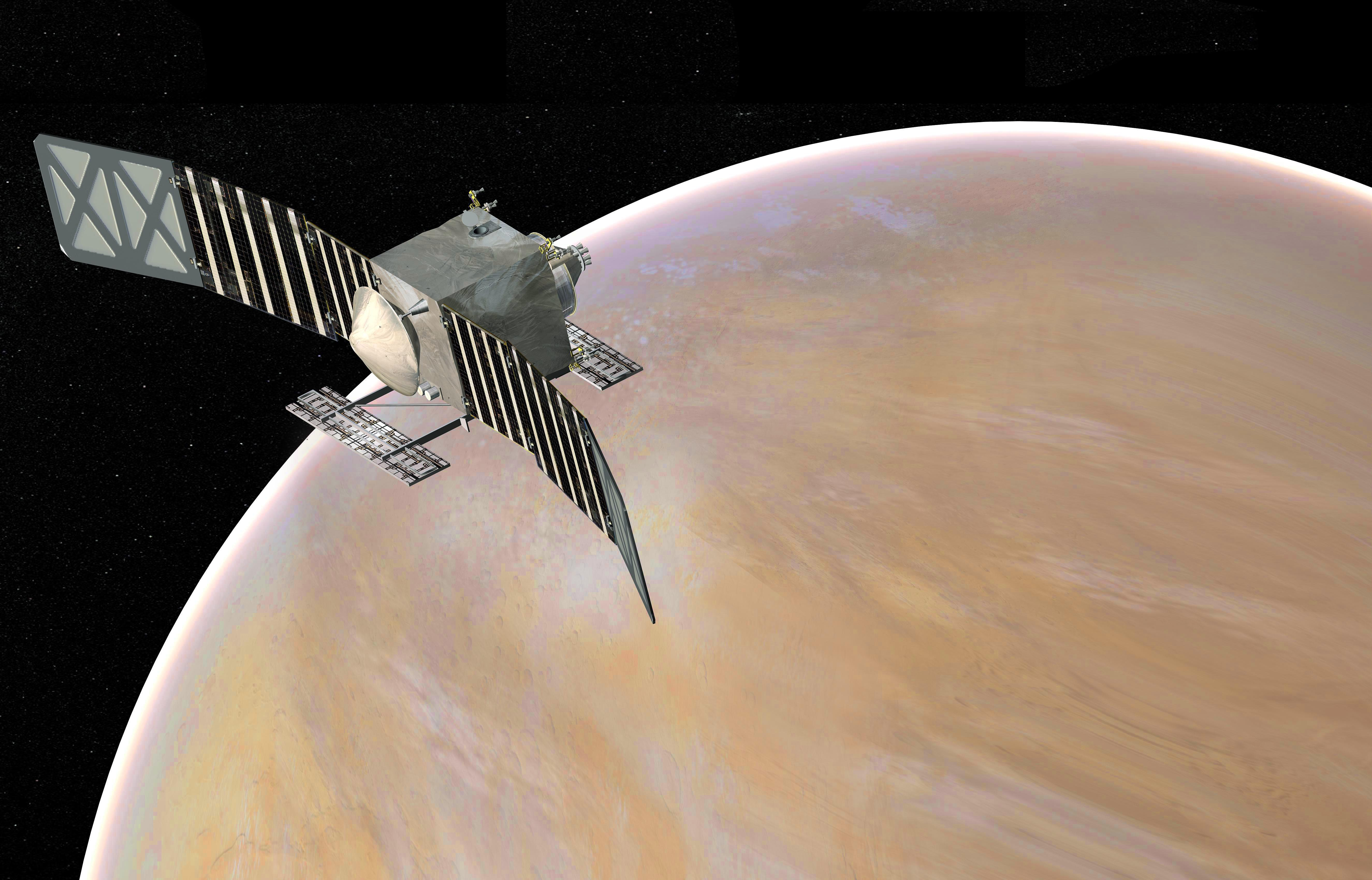
La mission Veritas (vue d'artiste).

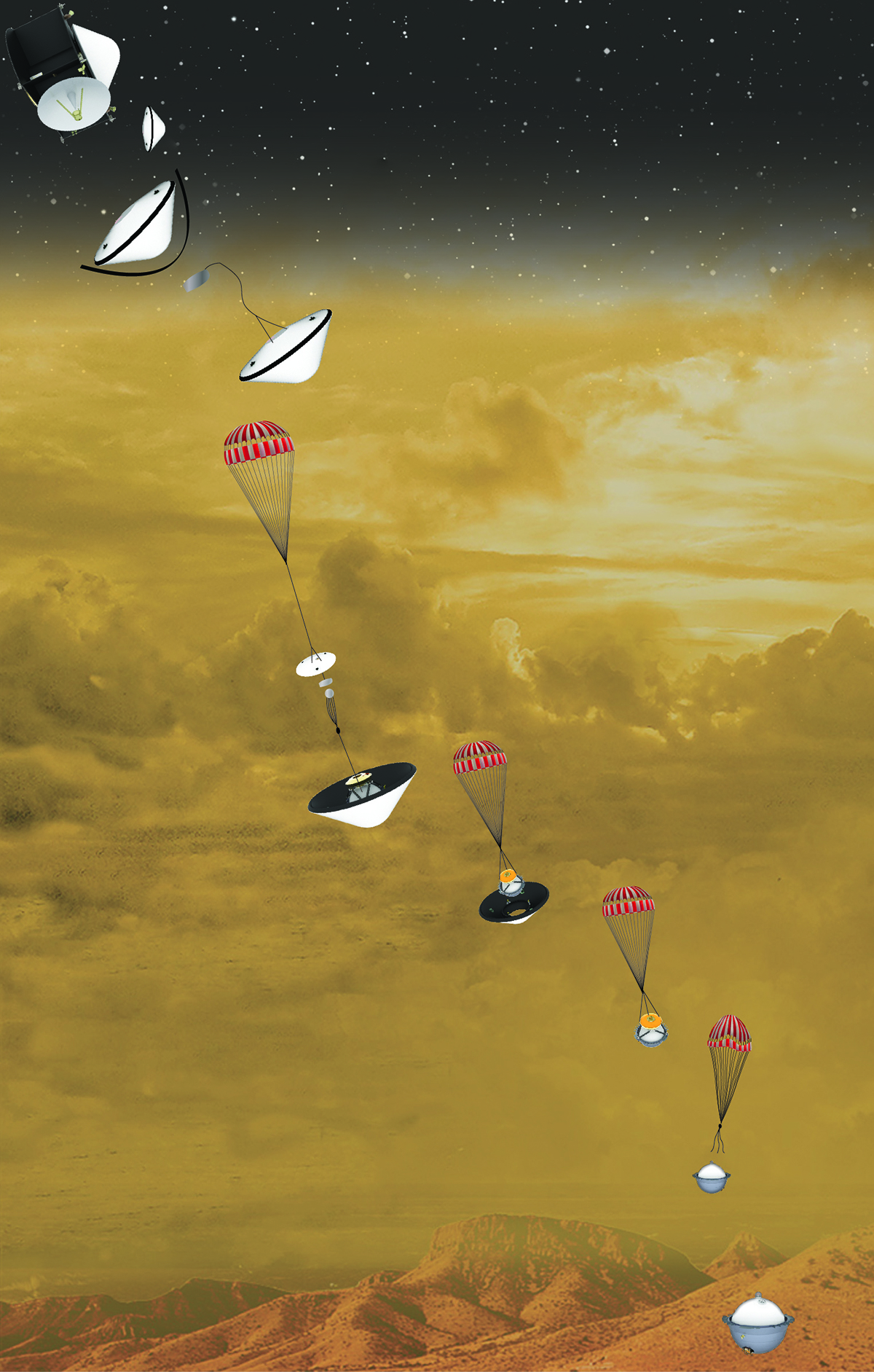
Les étapes de la descente de la capsule de la sonde atmosphérique DAVINCI vers le sol de Vénus.

#### Déroulement de la sélection
Les propositions pour les 15e et 16e missions ont été proposées à la NASA entre le 1er avril et le 1er juillet 2019. Les quatre propositions finalistes sont annoncées par l'agence spatiale le 13 février 2020. Ce sont deux missions à destination de la planète Vénus, une mission à destination de la lune de Jupiter Io et une mission à destination Triton, la lune de Neptune. Chacune des quatre missions dispose de 9 mois pour développer le concept et reçoit 3 millions de dollars pour mener à bien cette étude. Le 2 juin 2021 la NASA officialise la sélection des deux missions à destination de Vénus VERITAS et DAVINCI.
Les principales caractéristiques des missions finalistes sont :
- IVO (en anglais : Io Volcano Observer) doit se placer en orbite autour de Jupiter et survoler à plusieurs reprises la lune Io. La sonde spatiale utilise des panneaux solaires. Elle était proposée pour la sélection précédente avec un générateur thermoélectrique à radioisotope[33].
- VERITAS (en anglais : Venus Emissivity, Radio Science, InSAR Topography and Spectroscopy) est une mission de cartographie radar de la planète Vénus proposée par le centre JPL[37].
- DAVINCI (en anglais : Deep Atmosphere Venus Investigation of Noble gases, Chemistry, and Imaging) est une sonde atmosphérique qui doit analyser la composition de l'atmosphère de la planète Vénus durant sa descente vers la surface de celle-ci d'une durée de 63 minutes. Parmi les principaux objectifs figurent la recherche de volcans actifs et l'étude des interactions entre l'atmosphère et le sol de la planète[38].
- TRIDENT est une mission qui doit étudier Triton, une lune de Neptune recouverte de glace et particulièrement active. Les données doivent être recueillies au cours d'un unique survol qui doit permettre de caractériser les processus à l'œuvre à la surface de la lune et déterminer si des océans sont présents sous celle-ci. La mission est proposée par le Lunar and Planetary Institute et est gérée par le JPL. C'est la première mission Discovery dont la destination est aussi éloignée (29 Unités Astronomiques). Pour produire son énergie à une distance aussi éloignée du Soleil la sonde spatiale utilise deux MMRTG[39].

#### Autres missions proposées
La NASA a reçu en tout une vingtaine de propositions de missions. Les missions non finalistes sont :
Étude de la Lune
- Lunar Compass Rover est un astromobile qui doit explorer une région comportant des anomalies magnétiques sur la face visible de la Lune qui sont peut-être à l'origine d'étranges formations baptisées tourbillons lunaires. La mission doit répondre à des questions importantes portant sur le magnétisme planétaire, la physique des plasmas spatiaux, l'érosion spatiale, la géologie planétaire et le cycle de l'eau sur la Lune[40].
- ISOCHRON (en anglais : Inner SOlar system CHRONology) est une mission dont l'objectif est de ramener sur Terre un échantillon de sol lunaire prélevé dans les basaltes d'une des mers lunaires les plus récentes[41].
- Moon Diver est un rover lunaire qui doit explorer une crevasse profonde afin d'analyser les couches géologiques mises à nu et de déterminer si la crevasse est connectée à un tube de lave[42].
- NanoSWARM est une constellation de satellites au format CubeSat qui doivent étudier le magnétisme de la Lune, la physique des magnétosphères à petite échelle et l'érosion spatiale[43].

Étude de Vénus
- HOVER (en anglais : Hyperspectral Observer for Venus Reconnaissance, en français : « observateur hyperspectral pour la reconnaissance de Vénus ») est un engin spatial qui doit se placer en orbite autour de Vénus pour effectuer des études spectrales du sommet de l’atmosphère jusqu'à la surface. Son objectif principal est de comprendre les processus climatiques de Vénus et de la super-rotation atmosphérique de la planète[44].

Étude des planètes externes
- MAGIC (en anglais : Magnetics, Altimetry, Gravity and Imaging of Callisto) est un orbiteur qui doit étudier Callisto, la lune de Jupiter[45].

Étude d'astéroïdes
- Centaurus est un engin spatial qui doit survoler plusieurs astéroïdes de type Centaure pour approfondir notre connaissance du système solaire et de sa formation. Cette mission est proposée par Alan Stern du Southwest Research Institute[46].
- Chimera est un engin spatial qui doit se placer en orbite autour de l'astéroïde de type Centaure 29P/Schwassman-Wachmann 1. Son objectif est l'étude de l'évolution, de la chimie et des processus d'une planétésimal glacé circulant au delà de l'orbite de Jupiter. Chimera doit étudier cet objet qui se situe dans une phase intermédiaire entre les objets trans-neptuniens et les comètes de la famille de Jupiter. Cette mission est proposée par Walter Harris du Lunar and Planetary Laboratory de l'Université de l'Arizona[46],[47].
- FOSSIL (en anglais : Fragments from the Origins of the Solar System and our Interstellar Locale) placerait un engin spatial sur une orbite héliocentrique à la même distance du Soleil que la Terre pour déterminer la composition du nuage de poussière local et interplanétaire[48].
- MANTIS (en anglais : Main-belt Asteroid and NEO Tour with Imaging and Spectroscopy) doit survoler neuf astéroïdes de la ceinture d'astéroïdes dont deux binaires en utilisant une caméra avec téléobjectif, un spectromètre, un imageur multispectral infrarouge et un analyseur de poussière[49].

Étude de Mars
- COMPASS (en anglais : Climate Orbiter for Mars Polar Atmospheric andSubsurface Science) est un orbiteur dont l'objectif est de déterminer la masse des glaces stockées dans les réservoirs polaires de la planète et en dehors de ces réservoirs, de quantifier les interactions à différentes échelles et la circulation globale dans les régions polaires et de caractériser les transports de volatiles et d'aérosols depuis les régions polaires et en direction de celles-ci[50].
- Mars Icebreaker Life est un atterrisseur martien proposé par le centre Ames destiné à poursuivre l'étude menée par la sonde spatiale Phoenix sur les glaces des pôles en des échantillons de sol prélevés à plus grande profondeur.